# Solanum acroglossum
Solanum acroglossum är en potatisväxtart som beskrevs av Sergei Vasilievich Juzepczuk. Solanum acroglossum ingår i släktet skattor som ingår i familjen potatisväxter. Inga underarter finns listade i Catalogue of Life.